# Radisson Blu Scandinavia Hotel

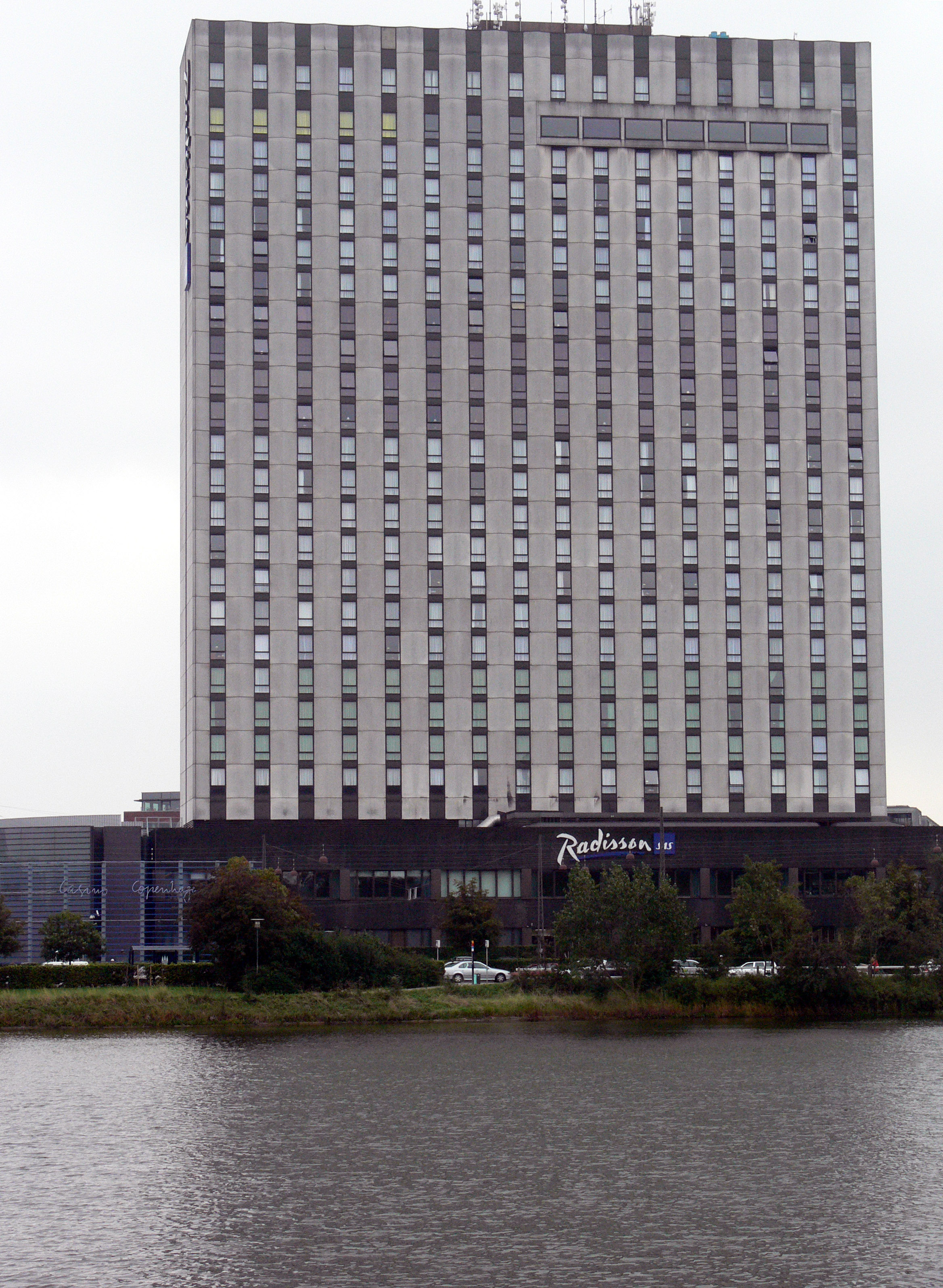
Das Hotel

Das Radisson Blu Scandinavia Hotel in Kopenhagen war bis 2009 das größte Hotel in Dänemark und beherbergt das größte Casino Skandinaviens. Es liegt im Stadtteil Vestamager am Amager Boulevard. Das dritte Hotel der Radisson SAS-Kette in Kopenhagen wurde 1973 in Stahlbetonbauweise errichtet und hat auf 26 Etagen insgesamt 540 Zimmer. Das Hochhaus ist mit 86 Metern das vierthöchste Gebäude in Dänemark.
Die Radisson Blu-Kette (bis 2009 Radisson SAS) unterhält in Kopenhagen noch das Radisson SAS Royal Hotel am Hauptbahnhof und das Radisson SAS Falconer Hotel in Frederiksberg.